# Romeo Surdu
Romeo Surdu (nacido el 12 de enero de 1984 en Râșnov, Braşov) es un exfutbolista profesional rumano cuyo último equipo fue el ACS Olimpic Cetate Râșnov de la Liga III. Fue internacional absoluto por Rumania y jugaba como centrocampista.

## Carrera profesional

### Primeros años
Surdu comenzó su carrera como futbolista en el FC Braşov, donde se desarrolló como un buen extremo. Durante el verano de 2005 fue traspasado al CFR Cluj por 200.000 euros. En 2006 fue nombrado Joven Talento del año en Cluj-Napoca y fue seguido por clubes como el Rosenborg. En el verano de 2007 fue fichado por el Steaua Bucureşti por un millón de euros.

### Steaua Bucarest
El 22 de agosto de 2007 se firmó un contrato de 4 años con Steaua Bucureşti. El 2 de septiembre de 2007 jugó su primer partido con el Steaua ante el Unirea Urziceni. En la primera temporada con el equipo apenas jugó 12 partidos de liga con el equipo de Bucarest, por lo que en la temporada 2008-09 fue cedido a su antiguo club, el FC Braşov donde tuvo una temporada fantástica. Anotó 8 goles, ayudando al FC Braşov a terminar a un punto de clasificarse para la UEFA Europa League.
En el verano de 2009 regresó al Steaua Bucureşti. Surdu anotó su primer gol con la camisa del Steaua contra el Újpest en la segunda ronda de clasificación de la Europa League, el 16 de julio de 2009. Marcó su primer gol con el Steaua en Liga I con un empate contra su exequipo CFR Cluj, tras una asistencia perfecta de Bogdan Stancu. Anotó el 23 de agosto de 2009, el único gol en la victoria contra el Steaua ante el Oţelul Galaţi. En el segundo año con el equipo se ganó un lugar en el once inicial y jugó con el Steaua Bucureşti en la UEFA Europa League. En junio de 2011, Surdu dejó el Steaua.

### Rapid Bucarest
El 5 de junio de 2011, Surdu firmó un contrato de dos años con el Rapid Bucarest. Hizo su debut en julio en la victoria por 3-0 sobre el FC Vaslui anotando el segundo gol del partido.

## Carrera como entrenador
El 14 de febrero de 2020 se confirmó que Surdu había regresado al FC Milsami Orhei en su primera experiencia como entrenador en jefe. Sin embargo, Surdu decidió dimitir dos semanas después, el 3 de marzo de 2020. Surdu explicó más tarde que entrenó al equipo sin firmar un contrato con el club. Después de dos semanas, estaban a punto de firmar un contrato, pero no llegaron a un acuerdo sobre la duración del acuerdo, lo que lo llevó a dejar el club.

## Estadísticas

### Club
(Datos a abril de 2012)
| Club             | Temporada     | Liga | Liga  | Copa | Copa  | Europa | Europa | Total | Total |
| Club             | Temporada     | PJ   | Goles | PJ   | Goles | PJ     | Goles  | PJ    | Goles |
| ---------------- | ------------- | ---- | ----- | ---- | ----- | ------ | ------ | ----- | ----- |
| FC Brașov        |               |      |       |      |       |        |        |       |       |
| 2001–02          | 3             | 0    | ?     | ?    | 0     | 0      | 3      | 0     |       |
| 2002–03          | 11            | 1    | ?     | ?    | 0     | 0      | 11     | 1     |       |
| 2003–04          | 24            | 8    | ?     | ?    | 0     | 0      | 24     | 8     |       |
| 2004–05          | 28            | 9    | ?     | ?    | 0     | 0      | 28     | 9     |       |
| Total            | Total         | 66   | 18    | ?    | ?     | 0      | 0      | 66    | 18    |
| CFR Cluj         |               |      |       |      |       |        |        |       |       |
| 2005–06          | 22            | 6    | ?     | ?    | 0     | 0      | 22     | 6     |       |
| 2006–07          | 29            | 10   | ?     | ?    | 0     | 0      | 29     | 10    |       |
| Total            | Total         | 51   | 16    | ?    | ?     | 0      | 0      | 51    | 16    |
| Steaua București |               |      |       |      |       |        |        |       |       |
| 2007–08          | 12            | 0    | ?     | ?    | 0     | 0      | 12     | 0     |       |
| FC Braşov(loan)  |               |      |       |      |       |        |        |       |       |
| 2008–09          | 21            | 8    | ?     | ?    | 0     | 0      | 21     | 8     |       |
| Total            | Total         | 21   | 8     | ?    | ?     | 0      | 0      | 21    | 8     |
| Steaua București |               |      |       |      |       |        |        |       |       |
| 2009–10          | 32            | 5    | ?     | ?    | 10    | 1      | 42     | 6     |       |
| 2010–11          | 21            | 4    | 5     | 1    | 8     | 0      | 34     | 5     |       |
| Total            | Total         | 65   | 9     | 5    | 1     | 18     | 1      | 88    | 11    |
| Rapid București  |               |      |       |      |       |        |        |       |       |
| 2011–12          | 21            | 4    | 3     | 0    | 4     | 0      | 28     | 4     |       |
| Total            | Total         | 21   | 4     | 3    | 0     | 4      | 0      | 28    | 4     |
| Total carrera    | Total carrera | 224  | 56    | 8    | 1     | 22     | 1      | 253   | 57    |